# 28 december
28 december is de 362ste dag van het jaar (363ste dag in een schrikkeljaar) in de gregoriaanse kalender. Hierna volgen nog 3 dagen tot het einde van het jaar. 28 december is de enige datum die altijd in de laatste week van het jaar valt.

## Gebeurtenissen
- Algemeen
  - 1879 - Ramp met de Tay Bridge: tijdens een zware storm bezwijkt de Tay Bridge in Dundee als daar een trein overheen rijdt. Er zijn negentig doden te betreuren.
  - 1908 - In Messina (Italië) vallen als gevolg van een aardbeving en een tsunami meer dan 100.000 doden.
  - 1950 - Het Nationaal park Peak District wordt het eerste natuurpark in het Verenigd Koninkrijk.
  - 1992 - Bij de explosie van twee krachtige autobommen bij de Japanse en Chinese ambassades in de Peruviaanse hoofdstad Lima raken 25 mensen gewond. Zes mensen, onder wie drie politieagenten, komen om het leven bij een poging tot bankoverval en een aanslag op een politiebureau in het noorden van het Zuid-Amerikaanse land.
  - 2011 - Venezuela is het gevaarlijkste land in Latijns-Amerika met in 2011 al 19.336 vermoorde mensen, omgerekend 53 per dag, aldus de Venezolaanse Misdaadwaarnemers.[1]
  - 2014 - Indonesia AirAsia-vlucht 8501, een Airbus A320 van de Indonesische luchtvaartmaatschappij Indonesia AirAsia met aan boord 155 passagiers en zeven bemanningsleden, verdwijnt van de radar boven de Javazee. Voor de kust van Borneo worden twee dagen later wrakstukken en vervolgens ook lichamen gevonden.
  - 2023 - Het rijksmonument kasteel Heel, een voormalig klooster in Heel in de Nederlandse provincie Limburg, gaat geheel verloren bij een brand.[2]
- Economie
  - 1971 - De nationale munt van Ghana, de cedi, wordt met 43,9 procent gedevalueerd.
- Media
  - 1975 - Hilversum 4 wordt geopend door de Veronica Omroep Organisatie die tevens haar debuut maakt als publieke omroep na haar afscheid op 31 augustus 1974 als zeezender.
  - 2018 - Pauline Broekema doet haar laatste verslag voor het NOS Journaal. Ze neemt na 2000 bijdrages in 34 jaar afscheid.
- Kunst en cultuur
  - 1897 - Het toneelstuk Cyrano de Bergerac van Edmond Rostand gaat in première.[3]
  - 1946 - Jan (Johannes Cornelis) ‘Poncke’ Princen vertrekt aan boord van het schip 'De Sloterdijk' naar Indonesië.
  - 1973 - Aleksandr Solzjenitsyn publiceert De Goelag Archipel.[3]
- Oorlog
  - 1989 - De Angolese verzetsorganisatie UNITA dreigt een grootscheeps offensief te lanceren als de linkse MPLA-regering in Luanda niet bereid is tot onderhandelingen.
  - 2006 - De Unie van Islamitische Rechtbanken wordt door troepen van het Somalische regeringsleger en het leger van Ethiopië uit de Somalische hoofdstad Mogadishu verjaagd.
- Politiek
  - 457 - Majorianus wordt gekroond tot keizer van het West-Romeinse Rijk en erkend door paus Leo I.
  - 484 - Alarik II volgt zijn vader Eurik op als koning van de Visigoten.[3]
  - 1832 - John Calhoun is de eerste vicepresident van de Verenigde Staten die aftreedt.
  - 1836 - Zuid-Australië en Adelaide worden gesticht.
  - 1836 - Spanje erkent de onafhankelijkheid van Mexico.[3]
  - 1846 - Iowa ratificeert de Grondwet van de Verenigde Staten van Amerika en treedt toe tot de Unie als 29e staat.[3][4]
  - 1924 - TIGR, de eerste illegale gewapende verzetsorganisatie tegen het fascisme in Europa wordt opgericht in Triëst (Italië).
  - 1944 - Oprichting van de sociale zekerheid in België.
  - 2012 - President Jacob Zuma van Zuid-Afrika roept op tot een "nationale zuiveringsceremonie" onder leiding van oud-aartsbisschop en Nobelprijswinnaar Desmond Tutu, om 's lands morele kompas opnieuw in te stellen.
  - 2023 - In navolging van de Amerikaanse staat Colorado wordt Donald Trump ook in de staat Maine geweerd van het stembiljet tijdens de presidentsverkiezingen van 2024 vanwege zijn rol in de bestorming van het Capitool op 6 januari 2021.[5][6] Evenals in de staat Colorado wordt de beslissing aangehouden tot een hogere rechtbank een beslissing heeft genomen over een beroep dat de Republikeinen tegen de uitsluiting in beide staten hebben ingesteld.[7]
- Religie
  - 418 - Bonifatius I wordt paus.
  - 1065 - Westminster Abbey wordt ingewijd.[3]
  - 1951 - Oprichting van Het Apostolisch Genootschap
- Sport
  - 1947 - Het Argentijns voetbalelftal wint voor de negende keer de Copa América door twee speelronden voor het einde met 3-1 te winnen van Uruguay.
  - 2008 - Schaatsster Elma de Vries wordt achter Ireen Wüst tweede op het NK allround en wint later op de dag de eerste marathon op natuurijs van het seizoen.
  - 2009 - Safet Sušić wordt benoemd als bondscoach van de nationale voetbalploeg van Bosnië en Herzegovina.
  - 2023 - Bij de WK Darts wordt voormalig wereldkampioen Gerwyn Price verrassend door Brendan Dolan uitgeschakeld. Topper Peter Wright werd eerder in het toernooi ook al naar huis gestuurd.
  - 2023 - Jenning de Boo wint bij de mannen de beide wedstrijden van de 500 meter op de Nederlandse Kampioenschappen afstanden in Heerenveen. Janno Botman en Merijn Scheperkamp eindigen als tweede en derde in het klassement.[8]
  - 2023 - De 1500 meter op de Nederlandse Kampioenschappen afstanden in Heerenveen wordt bij de vrouwen gewonnen door Joy Beune. Marijke Groenewoud en Antoinette Rijpma-De Jong rijden naar zilver en brons.[9]
  - 2023 - In Apeldoorn wint Harrie Lavreysen voor de derde keer op rij goud op de sprint bij de Nederlandse kampioenschappen baanwielrennen door Jeffrey Hoogland in de finale te verslaan. Daan Kool eist de derde plaats voor zich op.[10]
  - 2023 - Patrick Roest grijpt bij de Nederlandse Kampioenschappen afstanden in Heerenveen voor de vijfde keer in zijn carrière de titel op de 5000 meter. Chris Huizinga wordt tweede en Marcel Bosker derde.[11]
  - 2023 - De Nederlandse veldrijder Mathieu van der Poel wint de Avondcross Diegem in het Belgische Diegem. De Brit Tom Pidcock stelt de tweede plaats zeker en de Belg Eli Iserbyt komt als derde over de finish.[12]
- Wetenschap en technologie
  - 1612 - Galileo Galilei is de eerste astronoom die de planeet Neptunus waarneemt.[3]
  - 1869 - William Semple verkrijgt octrooi op kauwgom.
  - 1895 - De Gebroeders Lumière tonen voor het eerst films aan een betalend publiek.[3]
  - 1981 - De eerste Amerikaanse reageerbuisbaby wordt geboren.
  - 2000 - Ontdekking van aurora's op Ganymedes, een maan van de planeet Jupiter, door het Galileo ruimtevaartuig van NASA.[13]
  - 2012 - Het nieuwe geneesmiddel bedaquiline, ontwikkeld door het Belgische bedrijf Janssen Pharmaceutica, is goedgekeurd door de Food and Drug Administration van de Verenigde Staten. Het middel is werkzaam tegen resistente vormen van tuberculose die tot nu toe nauwelijks te behandelen waren.
  - 2022 - Lancering van een Falcon 9 raket van SpaceX vanaf Kennedy Space Center Lanceercomplex 40 voor de Starlink group 5-1 missie met 54 Starlink satellieten.[14]

## Geboren

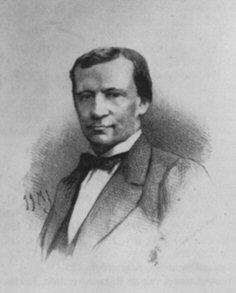
Conrad Busken Huet,
geboren in 1826

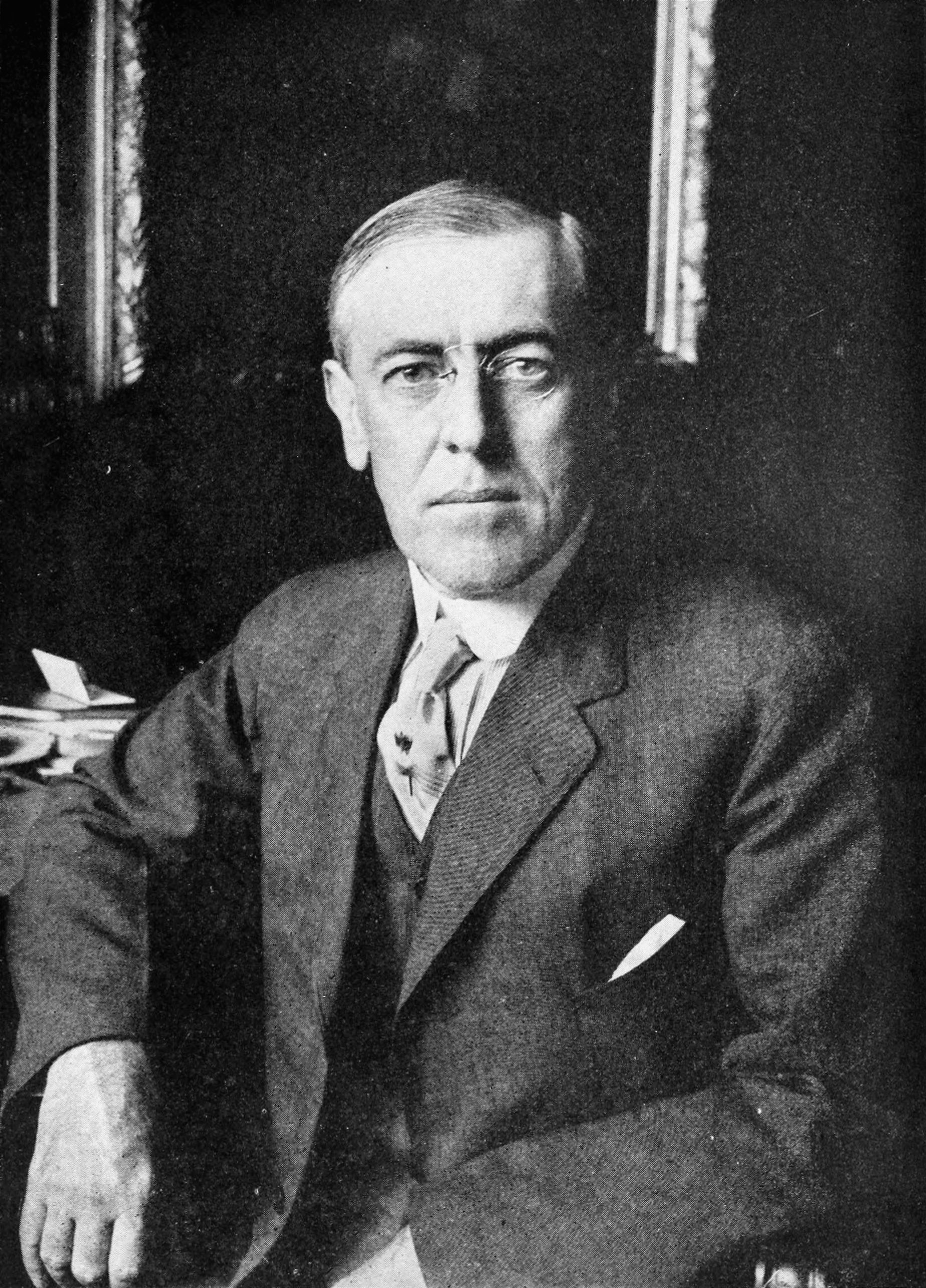
Woodrow Wilson,
geboren in 1856

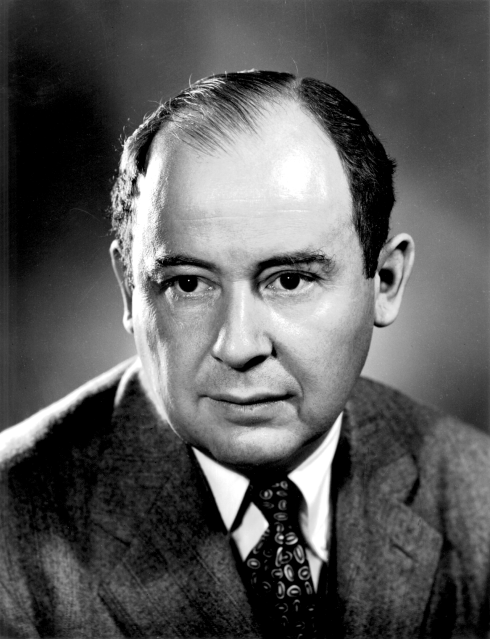
John von Neumann
geboren in 1903

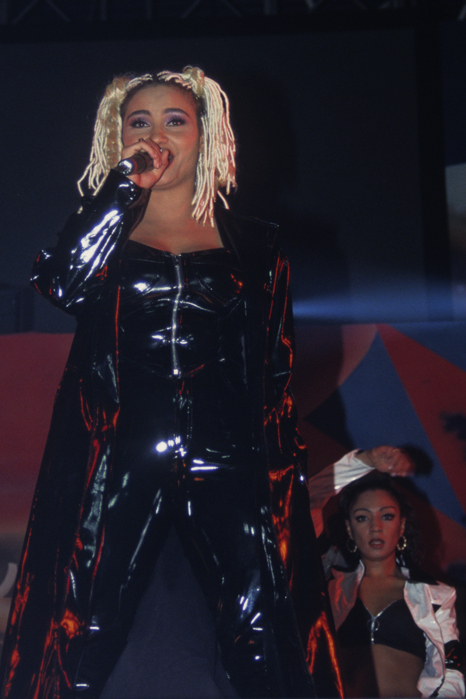
Anita Doth,
geboren in 1971

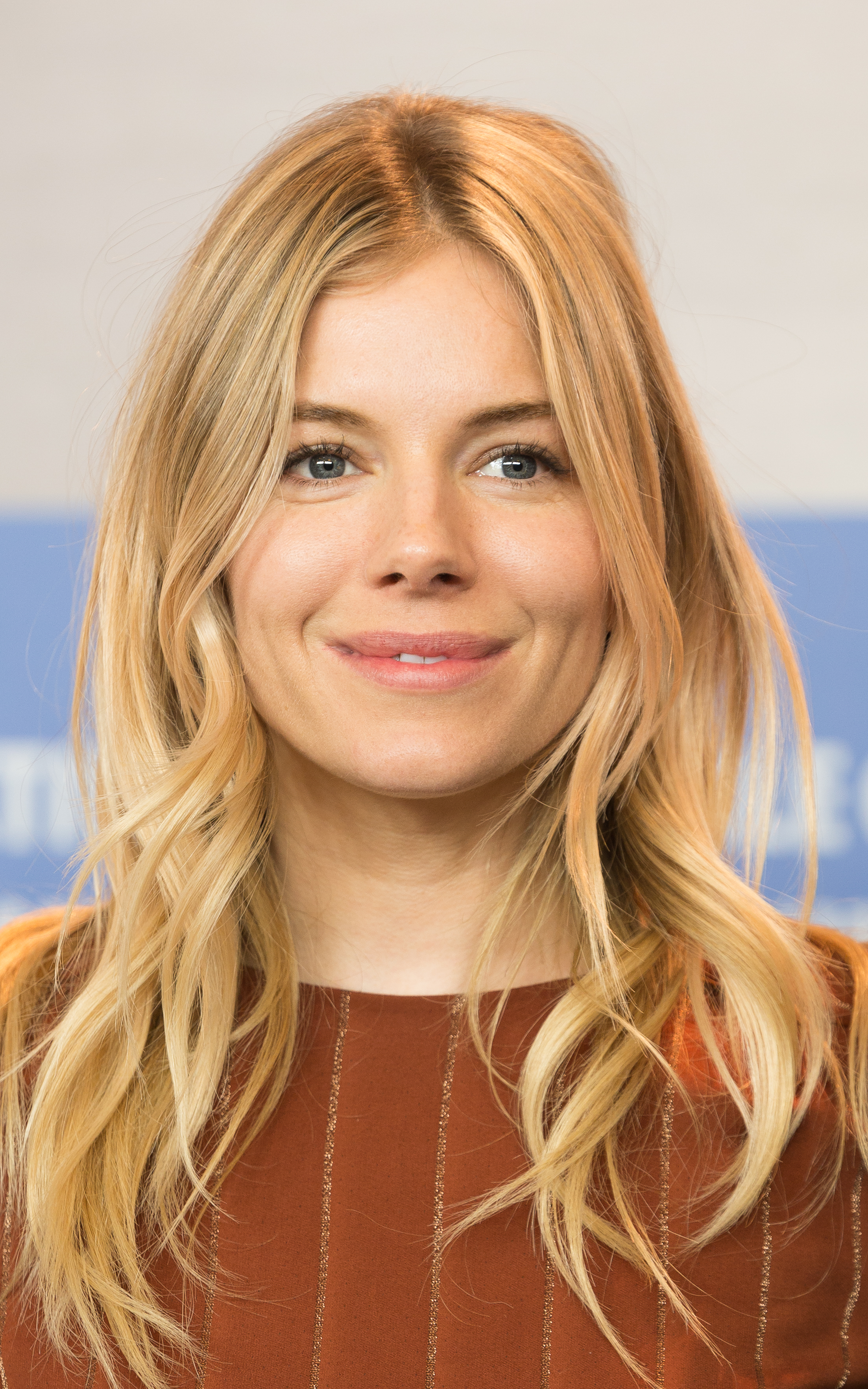
Sienna Miller,
geboren in 1981

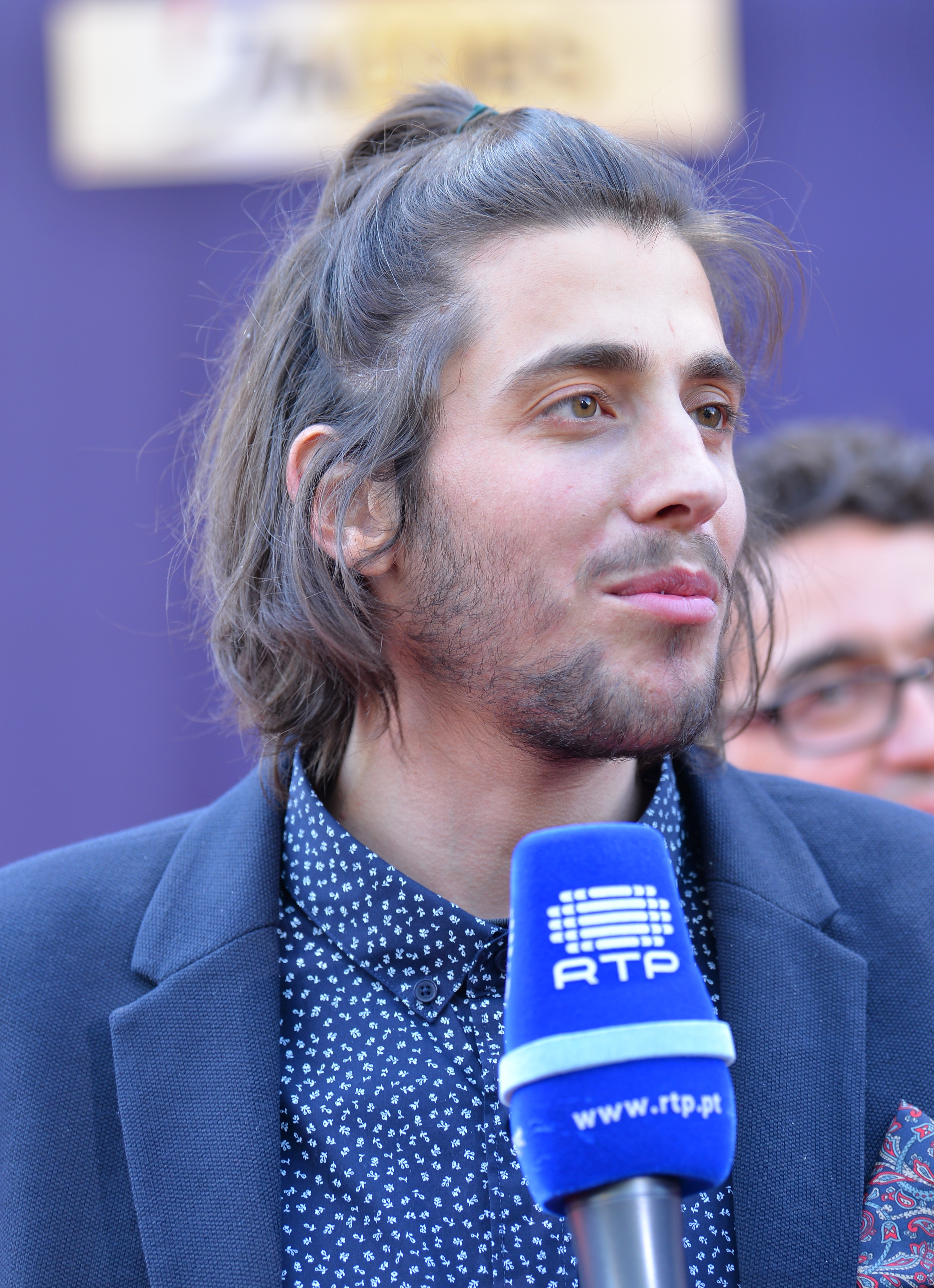
Salvador Sobral,
geboren in 1989

- 1462 - Louise van Savoye, Frans prinses (overleden 1503)
- 1616 - Franciscus Verburch, Nederlandse pastoor (overleden 1708)
- 1657 - Domenico Rossi, Zwitsers architect die werkte in de Republiek Venetië en haar kolonies (overleden 1737)
- 1826 - Conrad Busken Huet, Nederlands schrijver en literatuurcriticus (overleden 1886)
- 1855 - Juan Zorrilla de San Martín, Uruguayaans schrijver (overleden 1931)
- 1856 - Woodrow Wilson, 28e president van de Verenigde Staten (overleden 1924)
- 1865 - Félix Vallotton, Zwitsers kunstschilder (overleden 1925)
- 1868 - Marie van Regteren Altena, Nederlands kunstschilderes (overleden 1958)
- 1870 - Charles Bennett, Brits atleet (overleden 1949)
- 1871 - Len Hurst, Brits atleet (overleden 1937)
- 1874 - Jacques Feyerick, Belgisch atleet (overleden 1955)
- 1881 - Ma Braun, Nederlands zwemtrainster (overleden 1956)
- 1882 - Arthur Eddington, Brits astronoom (overleden 1944)
- 1882 - Lili Elbe, Deens kunstschilderes (overleden 1931)
- 1884 - Joseph Pholien, Belgisch politicus (overleden 1968)
- 1889 - Henrik Samuel Nyberg, Zweeds oriëntalist (overleden 1974)
- 1892 - Paul Pömpner, Duits voetballer (overleden 1934)
- 1894 - André De Meulemeester, Belgische Eerste Wereldoorlog luchtaas (overleden 1973)
- 1895 - Hendrik Jan Ankersmit, Nederlands politicus (VVD) (overleden 1982)
- 1900 - Natalio Perinetti, Argentijns voetballer (overleden 1985)
- 1902 - Hans Pulver, Zwitsers voetballer en voetbalcoach (overleden 1977)
- 1903 - Earl Hines, Amerikaans jazzmusicus (overleden 1983)
- 1903 - John von Neumann, Hongaars-Amerikaans wiskundige (overleden 1957)
- 1909 - Mien van den Berg, Nederlands gymnaste (overleden 1995)
- 1909 - David Murray, Schots autocoureur (overleden 1973)
- 1909 - Toon Weijnen, Nederlands taalkundige (overleden 2008)
- 1911 - Wil van Beveren, Nederlands atleet en sportjournalist (overleden 2003)
- 1912 - Mathilde Schroyens, Belgisch politica (overleden 1996)
- 1921 - Eddy Doorenbos, Nederlands zanger, bassist, gitarist, pianist, componist en tekstdichter (overleden 2013)
- 1921 - Philippe de Gaulle, Frans admiraal en politicus (overleden 2024)
- 1921 - Johnny Otis, Amerikaans zanger (overleden 2012)
- 1922 - Stan Lee, Amerikaans stripauteur (overleden 2018)
- 1922 - Willy Pot, Nederlands illustrator (overleden 1991)
- 1924 - Milton Obote, Oegandees politicus (overleden 2005)
- 1925 - Piet Kamerman, Nederlands acteur (overleden 2025)
- 1925 - Willy Kemp, Luxemburgs wielrenner (overleden 2021)
- 1925 - Hildegard Knef, Duits zangeres en actrice (overleden 2002)
- 1929 - Maarten Schmidt, Nederlands astronoom (overleden 2022)
- 1929 - Arie van der Valk, Nederlands ondernemer (overleden 2024)
- 1932 - Roy Hattersley, Brits politicus
- 1932 - Nichelle Nichols, Amerikaans actrice (overleden 2022)
- 1932 - Manuel Puig, Argentijns schrijver (overleden 1990)
- 1934 - Virginio Pizzali, Italiaans wielrenner (overleden 2021)
- 1934 - Maggie Smith, Brits actrice (overleden 2024)
- 1936 - Door Steyaert, Belgisch politicus (overleden 2021)
- 1937 - Ratan Naval Tata, Indiaas ondernemer (overleden 2024)
- 1938 - Enrique Pérez Díaz, Spaans voetballer (overleden 2021)
- 1939 - Conny Andersson, Zweeds autocoureur
- 1940 - Piet Smolders, Nederlands journalist
- 1941 - Barry Le Va, Amerikaans beeldend kunstenaar (overleden 2021)
- 1941 - Georges Vandenberghe, Belgisch wielrenner (overleden 1983)
- 1942 - Timbul Suhardi, Indonesisch acteur (overleden 2009)
- 1942 - Roger Swerts, Belgisch wielrenner
- 1943 - Max van Praag, Nederlands filmdistributeur (overleden 2024)
- 1944 - Antoine Bodar, Nederlands priester, schrijver en kunsthistoricus
- 1944 - Johnny Isakson, Amerikaans politicus (overleden 2021)
- 1944 - Troetje Loewenthal, Antilliaans feminist
- 1944 - Kary Mullis, Amerikaans biochemicus en Nobelprijswinnaar (overleden 2019)
- 1945 - Birendra, koning van Nepal (overleden 2001)
- 1946 - Hubert Green, Amerikaans golfspeler (overleden 2018)
- 1946 - Tim Johnson, Amerikaans politicus (overleden 2024)
- 1946 - Jess Roden, Brits zanger en gitarist
- 1946 - Bep Weeteling, Nederlands zwemster
- 1948 - Dick de Boer, Nederlands voetballer en voetbaltrainer
- 1948 - Gerrard Verhage, Nederlands regisseur (overleden 2008)
- 1949 - Barbara De Fina, Amerikaans filmproducent
- 1950 - Alex Chilton, Amerikaans zanger en gitarist (overleden 2010)
- 1950 - Hugh McDonald, Amerikaans bassist
- 1951 - Ian Buruma, Nederlands sinoloog, japanoloog, journalist en publicist
- 1951 - Marijke Djwalapersad, Surinaams politica
- 1951 - Rebecca Parris, Amerikaans jazzzangeres (overleden 2018)
- 1951 - Jacques Zimako, Frans voetballer (overleden 2021)
- 1953 - Richard Clayderman, Frans pianist
- 1953 - James Foley, Amerikaans filmregisseur (overleden 2025)
- 1953 - Martha Wash, Amerikaans zangeres
- 1954 - Denzel Washington, Amerikaans acteur
- 1955 - Dirk Stallaert, Belgisch striptekenaar
- 1955 - Liu Xiaobo, Chinees mensenrechtenactivist (overleden 2017)
- 1956 - Nigel Kennedy, Brits violist
- 1956 - Jet van Vuuren, Nederlands thrillerschrijfster
- 1958 - Terry Butcher, Engels voetballer en voetbalcoach
- 1959 - Tomas Gustafson, Zweeds schaatser
- 1959 - Ana Torroja, Spaans zangeres (o.a. Mecano)
- 1960 - Tove Alsterdal, Zweeds schrijfster
- 1961 - Kent Nielsen, Deens voetballer en voetbalcoach
- 1964 - Antoinette Hertsenberg, Nederlands tv-presentatrice
- 1965 - Ton Baltus, Nederlands atleet
- 1965 - Olli Rahnasto, Fins tennisser
- 1966 - Jan Bijvoet, Belgisch acteur
- 1966 - Kaliopi, Macedonisch zangeres
- 1966 - Thaworn Wiratchant, Thais golfer
- 1967 - Roger Polman, Nederlands voetballer
- 1968 - Michael Hopkins, Amerikaans astronaut
- 1968 - Brian Steen Nielsen, Deens voetballer
- 1969 - Linus Torvalds, Fins informaticus, ontwerper van Linux
- 1970 - Elaine Hendrix, Amerikaans actrice
- 1970 - Brenda Schultz-McCarthy, Nederlands tennisster
- 1971 - Diego Abal, Argentijns voetbalscheidsrechter
- 1971 - Anita Doth, Nederlands zangeres
- 1971 - Jan Derek Sørensen, Noors voetballer
- 1972 - Patrick Rafter, Australisch tennisser
- 1973 - Jaela Cole, Belgisch actrice, theatermaakster en schrijfster
- 1973 - Natalia Ignatova, Russisch atlete
- 1973 - Seth Meyers, Amerikaans acteur, stemacteur, komiek, scenarioschrijver en presentator
- 1973 - Ids Postma, Nederlands schaatser
- 1974 - Glenn D'Hollander, Belgisch wielrenner
- 1974 - Markus Weinzierl, Duits voetbalcoach
- 1975 - Xavier James, Bermudaans atleet
- 1976 - Jens Edman, Zweeds autocoureur
- 1976 - Brendan Hines, Amerikaans acteur en zanger
- 1976 - Joe Manganiello, Amerikaans acteur, filmproducent en stuntman
- 1977 - Derrick Brew, Amerikaans atleet

- 1977 - Hellen Kimutai, Keniaans atlete
- 1977 - Dave McCullen, Belgisch muziekproducer
- 1978 - Tara van den Bergh, Nederlands actrice
- 1978 - John Legend, Amerikaans r&b/soulzanger, tekstschrijver en producer
- 1978 - Jevgeni Mirosjnitsjenko, Oekraïens schaker
- 1979 - Ndabili Bashingili, Botswaans atleet
- 1979 - James Blake, Amerikaans tennisser
- 1979 - André Holland, Amerikaans acteur
- 1979 - Noomi Rapace, Zweeds actrice
- 1979 - Joke van de Velde, Belgisch model en presentatrice
- 1979 - Bree Williamson, Canadees actrice
- 1980 - Vanessa Ferlito, Amerikaans actrice
- 1980 - Lomana LuaLua, Congolees voetballer
- 1980 - Mircea Parligras, Roemeens schaker
- 1980 - Mário Pečalka, Slowaaks voetballer
- 1981 - Emanuel Berg, Zweeds schaker
- 1981 - Khalid Boulahrouz, Marokkaans-Nederlands voetballer
- 1981 - Alexa May, Oekraïens pornoactrice
- 1981 - Sienna Miller, Amerikaans-Brits actrice en model
- 1981 - Mika Väyrynen, Fins voetballer
- 1982 - François Gourmet, Belgisch atleet
- 1982 - Jonna Pirinen, Fins zangeres
- 1982 - Karen Zapata, Peruviaans schaakster
- 1983 - Debatik Curri, Albanees voetballer
- 1983 - Rolf van Eijk, Nederlands filmregisseur en scenarioschrijver
- 1983 - John Fairbairn, Canadees skeletonracer
- 1983 - Aiko Nakamura, Japans tennisster
- 1984 - Kimberley Mickle, Australisch atlete
- 1984 - Duane Solomon, Amerikaans atleet
- 1985 - Ivan Perrillat Boiteux, Frans langlaufer
- 1986 - Tom Huddlestone, Engels voetballer
- 1986 - Ana Jelušić, Kroatisch alpineskiester
- 1986 - Louis Clincke, Belgisch wielrenner
- 1987 - Adam Gregory, Amerikaans acteur
- 1987 - Taylor Ball, Amerikaans acteur
- 1987 - Thomas Dekker, Amerikaans acteur
- 1988 - Jordy Buijs, Nederlands voetballer
- 1988 - Ched Evans, Brits voetballer
- 1989 - George Blagden, Brits toneel- en filmacteur
- 1989 - Jason Block, Canadees zwemmer
- 1989 - Sebastien Dockier, Belgisch hockeyer
- 1989 - Mike de Geer, Nederlands voetballer
- 1989 - Nielson, Nederlands zanger
- 1989 - Mackenzie Rosman, Amerikaans actrice
- 1989 - Salvador Sobral, Portugees zanger
- 1990 - Ayele Abshero, Ethiopisch atleet
- 1990 - David Archuleta, Amerikaans singer-songwriter
- 1990 - Morgane Coston, Frans wielrenster
- 1990 - Marit Dopheide, Nederlands atlete
- 1990 - Nevena Ignjatović, Servisch alpineskiester
- 1990 - Bastiaan Lijesen, Nederlands zwemmer
- 1992 - Lara van Ruijven, Nederlands shorttrackster (overleden 2020)
- 1993 - Yvon Beliën, Nederlands volleybalster
- 1993 - Bonnie Brandon, Amerikaans zwemster
- 1993 - Wyomi Masela, Nederlands turnster
- 1993 - Sterrin Smalbrugge, Nederlands ecoloog, reptielendeskundige, presentatrice en schrijfster
- 1993 - Connor Weil, Amerikaans acteur
- 1994 - Odd Christian Eiking, Noors wielrenner
- 1994 - Adam Peaty, Brits zwemmer
- 1995 - Mauricio Lemos, Uruguayaans voetballer
- 1995 - Nahitan Nández, Uruguayaans voetballer
- 1996 - Alfred Kipketer, Keniaans atleet
- 1996 - Nicola McDermott, Australisch atlete
- 1996 - Nomi Tales, Zweeds zangeres
- 1997 - Soraya Verhoeve, Nederlands voetbalster
- 1999 - Ary Borges, Braziliaans voetballer
- 2001 - Paul Penhoët, Frans wielrenner
- 2001 - Bente Kerkhoff, Nederlands schaatser
- 2003 - Diego Coppola, Italiaans-Nederlands voetballer
- 2003 - Pim Saathof, Nederlands voetballer
- 2003 - Maja Sternad, Duits-Sloveens voetbalster

## Overleden

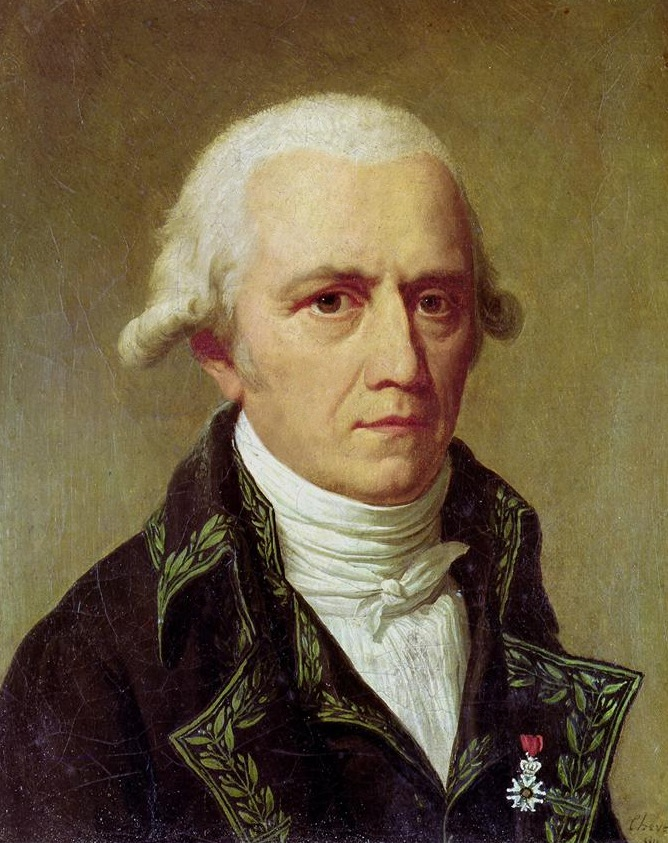
Jean-Baptiste de Lamarck,
overleden in 1829

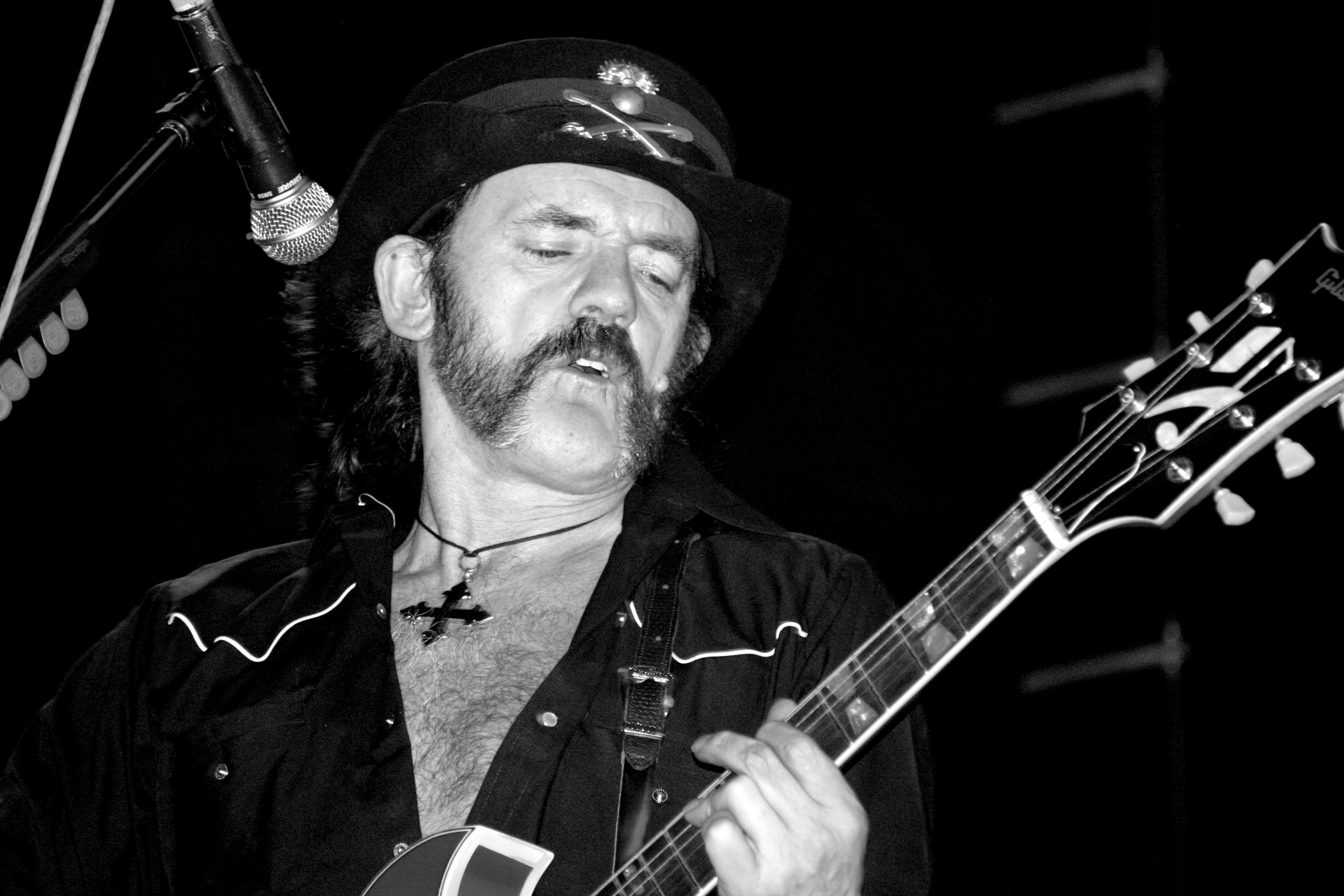
Lemmy Kilmister,
overleden in 2015

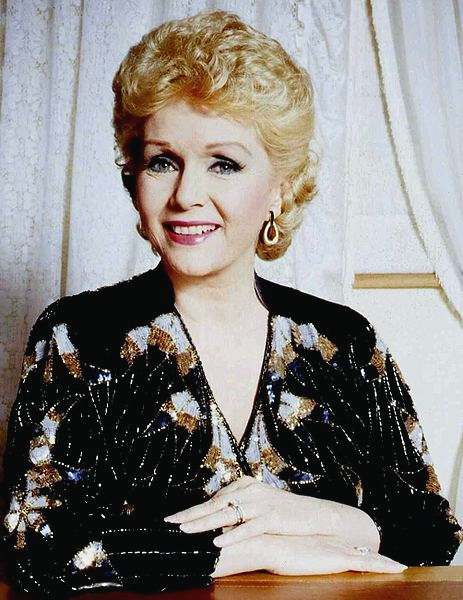
Debbie Reynolds,
overleden in 2016

- 1622 - Franciscus van Sales (55), Frans heilige en kerkleraar, bisschop van Genève
- 1694 - Koningin Maria II van Engeland (32)
- 1702 - Richard Brakenburg (52), Nederlands kunstschilder
- 1829 - Jean-Baptiste de Lamarck (85), Frans bioloog
- 1931 - Curt von François (79), Duits militair, koloniaal en ontdekkingsreiziger
- 1937 - Maurice Ravel (62), Frans componist
- 1947 - Victor Emmanuel III (78), Italiaans koning
- 1951 - Pius Joseph Cremers (78), Nederlands priester
- 1952 - Carlo Agostini (64), Italiaans patriarch van Venetië
- 1952 - Fletcher Henderson (55), Amerikaans jazzmusicus
- 1952 - Alexandrine Augusta van Mecklenburg-Schwerin (73), Koningin-gemalin van Denemarken
- 1959 - Ante Pavelić (70), Kroatisch fascistenleider
- 1963 - Paul Hindemith (68), Duits componist
- 1966 - Carl Osburn (82) Amerikaans schutter
- 1969 - Rudolf Hauschka (78), Oostenrijks ondernemer en antroposoof
- 1973 - Rudi Schuricke (60), Duits schlagerzanger en acteur
- 1975 - Georges Vandenbroele (75), Belgisch atleet
- 1976 - Freddie King (42), Amerikaans bluesgitarist en zanger
- 1979 - John Norton (86), Amerikaans atleet
- 1979 - Lucio Moreno Quintana (81), Argentijns diplomaat en rechter
- 1983 - Estrella Alfon (66), Filipijns schrijfster
- 1983 - Eugène Chaboud (76), Frans autocoureur
- 1984 - Sam Peckinpah (59), Amerikaans cineast
- 1986 - Jan Nieuwenhuys (64), Nederlands kunstschilder
- 1986 - Louis Van Lint (77), Belgisch kunstschilder
- 1990 - Ed van der Elsken (65), Nederlands fotograaf
- 1993 - William L. Shirer (89), Amerikaans journalist, geschiedkundige en schrijver
- 1998 - Karl Humenberger (83), Oostenrijks voetballer en voetbalcoach
- 1999 - Harry Monty (95), Amerikaans lilliputter, acteur en stuntman
- 1999 - Johannis Evert van der Slikke (77), Nederlands Engelandvaarder
- 2003 - Frank Parr (85), Brits schaker
- 2004 - Jerry Orbach (69), Amerikaans acteur
- 2004 - Susan Sontag (71), Amerikaans schrijfster
- 2007 - Arjan Brass (56), Nederlands zanger
- 2009 - James Owen Sullivan (28), Amerikaans drummer
- 2012 - Jacques Vandersichel (80), Belgisch televisiejournalist
- 2014 - Gerrit Abbring (80), Nederlands burgemeester
- 2014 - Thewis Wits (67), Nederlands politicus
- 2015 - Chris Barnard (76), Zuid-Afrikaans schrijver
- 2015 - Bram de Does (81), Nederlands typograaf
- 2015 - Guru Josh (Paul Walden) (51), Jerseys danceproducer
- 2015 - Lemmy Kilmister (70), Engels basgitarist en zanger
- 2015 - Ian Murdock (42), Amerikaans informaticus
- 2016 - Michel Déon (97), Frans schrijver
- 2016 - Knut Kiesewetter (75), Duits zanger
- 2016 - Wilfrid Moonen (68), Belgisch volksmuzikant
- 2016 - Debbie Reynolds (84), Amerikaans actrice en zangeres
- 2017 - Sue Grafton (77), Amerikaans schrijfster
- 2017 - Sonja van Proosdij (84), Nederlands radiopresentatrice
- 2018 - Amos Oz (79), Israëlisch schrijver
- 2019 - Erzsébet Szőnyi (95), Hongaars componiste
- 2020 - Armando Manzanero (85), Mexicaans componist, pianist en zanger
- 2020 - Teake van der Meer (83), Nederlands cabaretier
- 2020 - Wim van Velzen (82), Nederlands politicus
- 2021 - Tony Jefferies (73), Brits motorcoureur
- 2022 - Bernard Barsi (80), Frans aartsbisschop
- 2022 - Waldebert Devestel (92), Belgisch geestelijke
- 2022 - Arata Isozaki (91), Japans architect
- 2022 - Gerard Schuurman (82), Nederlands voetballer
- 2022 - Linda de Suza (74), Portugees zangeres
- 2023 - Beno Hofman (69), Nederlands historicus en televisiepresentator
- 2023 - Dick Marty (78), Zwitsers politicus
- 2024 -  Bendiks Cazemier (93), Nederlands burgemeester
- 2024 - Martin Karplus (94), Oostenrijks-Amerikaans theoretisch scheikundige en Nobelprijswinnaar
- 2024 - Emile Lejeune (86), Belgisch voetballer
- 2024 - Barre Phillips (90), Amerikaans jazzcontrabassist
- 2024 - Peter Vail (94), Amerikaans geoloog en geofysicus

## Viering/herdenking

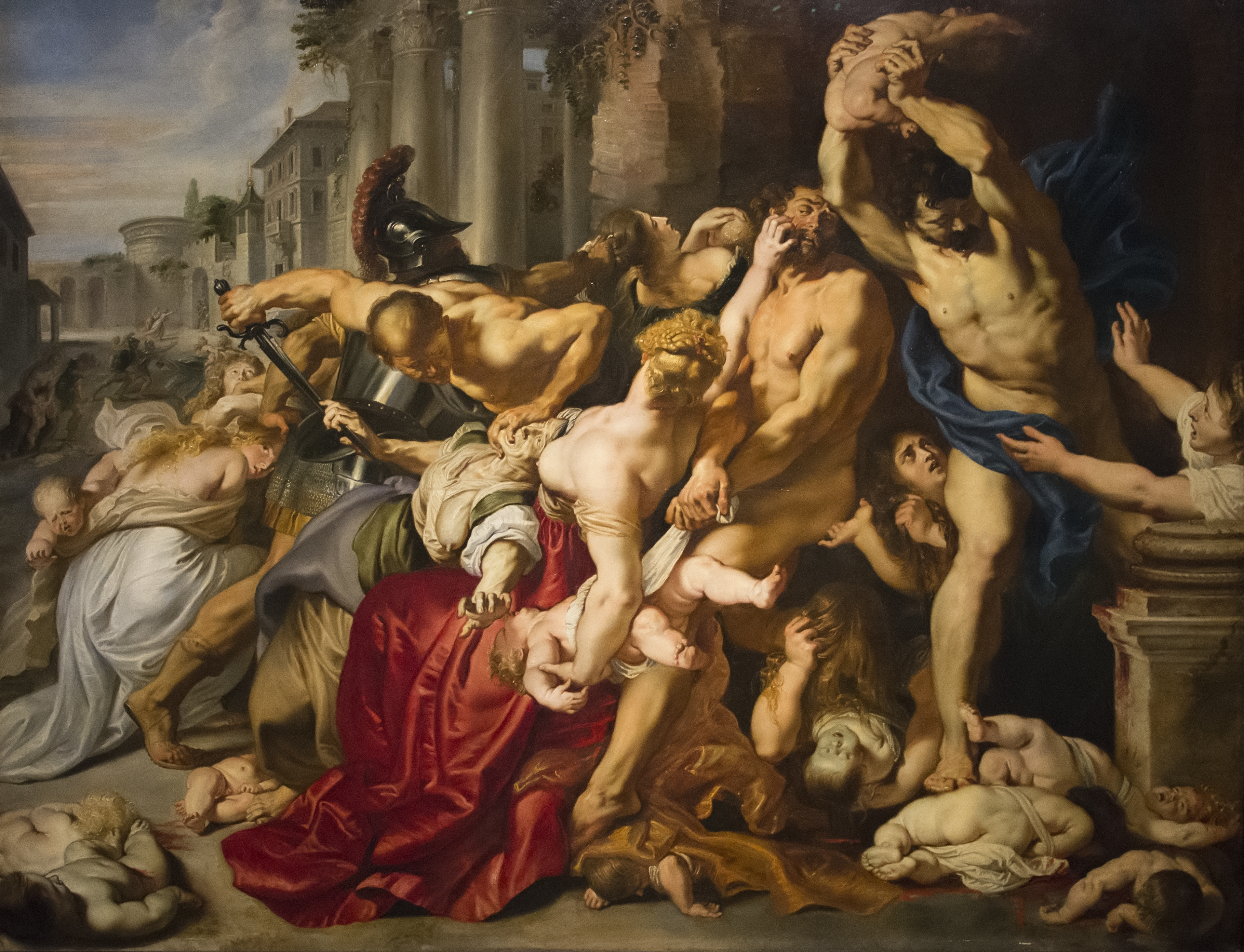
Onnozele Kinderen

- Het feest van de Onnozele Kinderen (of Onschuldige Kinderen), herdenking van de slachting van pasgeboren kinderen die in opdracht van Herodes werd uitgevoerd om er zeker van te zijn dat Jezus, de nieuwgeboren koning, hem niet van de troon zou stoten. In Mexico worden op deze dag grappen uitgehaald, vergelijkbaar met de wereldwijde traditie om op 1 april grappen uit te halen.
- Rooms-katholieke kalender:
  - Heilige Troadius († 250)
  - Heilige Caesarius van Armenië († 309)
  - Heilige Conindrus († 450)
  - Heilige Macaldus van Man († 488)
  - Heilige Antonius van Lerins († 520)
  - Zalige Catharina Volpicelli († 1894)

## Weerextremen

### Nederland
| | Officiële records | Officiële records | Officiële records |      | Landelijke records | Landelijke records | Landelijke records |
| Gebeurtenis | Jaar              | Extreem           | Locatie           | Jaar | Extreem            | Locatie            |                    |
| --- | ----------------- | ----------------- | ----------------- | ---- | ------------------ | ------------------ | ------------------ |
| Laagste etmaalgemiddelde temperatuur (°C) | 1908              | −10,2             | De Bilt           |      | 1996               | −10,5              | Twenthe            |
| Hoogste etmaalgemiddelde temperatuur (°C) | 1994              | 12,5              | De Bilt           |      | 1994               | 13,2               | Westdorpe          |
| Laagste minimumtemperatuur (°C) | 1908              | −13,9             | De Bilt           |      | 1917               | −14,3              | Eelde              |
| Hoogste minimumtemperatuur (°C) | 1994              | 10,8              | De Bilt           |      | 1994               | 12,3               | Westdorpe          |
| Laagste maximumtemperatuur (°C) | 1908              | −6,4              | De Bilt           |      | 1908               | −7,8               | Eelde, Maastricht  |
| Hoogste maximumtemperatuur (°C) | 1994              | 14,0              | De Bilt           |      | 1974               | 14,4               | Eindhoven          |
| Hoogste uurgemiddelde windsnelheid (m/s) | 1945              | 23,1              | De Bilt           |      | 1914               | 32,4               | Vlissingen         |
| Hoogste windstoot (m/s) | 1955              | 31,9              | De Bilt           |      | 2001               | 44,0               | IJmuiden           |
| Langste zonneschijnduur (uur) | 1941, 1992        | 6,7               | De Bilt           |      | 1941               | 7,3                | Eelde              |
| Langste neerslagduur (uur) | 2003              | 12,5              | De Bilt           |      | 1979               | 18,0               | Eelde, Leeuwarden  |
| Hoogste etmaalsom van de neerslag (mm) | 2003              | 27,0              | De Bilt           |      | 2003               | 35,2               | Hoek van Holland   |
| Laagste etmaalgemiddelde relatieve vochtigheid (%) | 1996              | 68                | De Bilt           |      | 1996               | 50                 | Hoek van Holland   |
| Laagste uurwaarde luchtdruk op zeeniveau (hPa) | 2020              | 975,3             | De Bilt           |      | 2020               | 974,3              | Vlieland           |
| Hoogste uurwaarde luchtdruk op zeeniveau (hPa) | 2016              | 1045,6            | De Bilt           |      | 1992               | 1046,5             | Eelde              |
| Officiële records worden altijd gemeten op het KNMI-weerstation in De Bilt. Landelijke records kunnen worden gemeten op elk officieel KNMI-weerstation in Nederland. |                   |                   |                   |      |                    |                    |                    |

Uitzonderlijke gebeurtenissen
- 1910 - Officieel laagste minimumtemperatuur in °C van december dit jaar gemeten in De Bilt: −4,5
- 1912 - Officieel hoogste minimumtemperatuur in °C van december dit jaar gemeten in De Bilt: 9,2
- 1914 - Landelijk maandrecord hoogste uurgemiddelde windsnelheid in m/s van december gemeten in Vlissingen: 32,4
- 1916 - Officieel laagste minimumtemperatuur in °C van december dit jaar gemeten in De Bilt: −3,1
- 1942 - Officieel laagste minimumtemperatuur in °C van december dit jaar gemeten in De Bilt: −6,6
- 1945 - Officieel maandrecord hoogste uurgemiddelde windsnelheid in m/s van december gemeten in De Bilt: 23,1. Samen met 29 december 1914 en 30 december 1904
- 1948 - Officieel laagste minimumtemperatuur in °C van december dit jaar gemeten in De Bilt: −9,9
- 1954 - Officieel hoogste minimumtemperatuur in °C van december dit jaar gemeten in De Bilt: 7,9
- 1955 - Officieel hoogste minimumtemperatuur in °C van december dit jaar gemeten in De Bilt: 9,0
- 1978 - Officieel hoogste minimumtemperatuur in °C van december dit jaar gemeten in De Bilt: 8,3
- 1985 - Officieel laagste minimumtemperatuur in °C van december dit jaar gemeten in De Bilt: −6,8
- 2001 - Landelijk maandrecord hoogste windstoot in m/s van december gemeten in IJmuiden: 44,0
- 2014 - Officieel laagste minimumtemperatuur in °C van het jaar gemeten in De Bilt: −3,3
- 2014 - Officieel laagste minimumtemperatuur in °C van december dit jaar gemeten in De Bilt: −3,3
- 2018 - Officieel laagste minimumtemperatuur in °C van december dit jaar gemeten in De Bilt: −3,1
- 2019 - Officieel laagste minimumtemperatuur in °C van december dit jaar gemeten in De Bilt: −3,4
- 2023 - Officieel hoogste windstoot in m/s van december dit jaar gemeten in De Bilt: 22,0 (voorlopig)
- 2023 - Officieel laagste etmaalgemiddelde relatieve vochtigheid in % van december dit jaar gemeten in De Bilt: 75 (voorlopig)

### België
Dagrecords
- 1908 - Laagste etmaalgemiddelde temperatuur −9,3 °C
- 1974, 1994 - Hoogste etmaalgemiddelde temperatuur 11,2 °C
- 1840, 1895 - Laagste minimumtemperatuur −11,2 °C
- 1955, 1974 - Hoogste maximumtemperatuur 13,4 °C
- 1909 - Hoogste etmaalsom van de neerslag 18,3 mm

Uitzonderlijke gebeurtenissen
- 1945 - Storm met windstoten tot 133 km/h

<< · 1 · 2 · 3 · 4 · 5 · 6 · 7 · 8 · 9 · 10 · 11 · 12 · 13 · 14 · 15 · 16 · 17 · 18 · 19 · 20 · 21 · 22 · 23 · 24 · 25 · 26 · 27 · 28 · 29 · 30 · 31 · >>